# Rodonyà

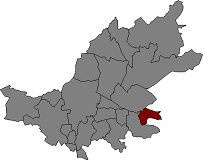
Położenie gminy na mapie comarki Alt Camp.

Rodonyà (hiszp. Rodoñá) – gmina w Hiszpanii,  w Katalonii, w prowincji Tarragona, w comarce Alt Camp.
Powierzchnia gminy wynosi 8,49 km². Zgodnie z danymi INE, w 2005 roku liczba ludności wynosiła 462, a gęstość zaludnienia 54,42 osoby/km². Wysokość bezwzględna gminy równa jest 312 metrów. Współrzędne geograficzne gminy to 41°16'57"N, 1°23'55"E.

## Demografia
- 1991 – 370
- 1996 – 384
- 2001 – 443
- 2004 – 455
- 2005 – 462